# Lemniscomys striatus
Espèce
Statut de conservation UICN

 LC  : Préoccupation mineure
La souris rayée (latin : lemniscomys striatus) est un petit rongeur à poils rayés, qui vient d'Afrique. Il y a onze espèces différentes de souris rayées, dont lemniscomys barbarus et lemniscomys striatus sont les deux que l'on rencontre le plus souvent en captivité.

## Description
Le poids moyen de l'adulte est de 42,3 g.

## Répartition et habitat
Cette espèce vit en Afrique dans les prairies, les forêts secondaires, les forêts sèches ouvertes et les savanes. On la trouve également dans les cultures.

## Reproduction
La femelle atteint la maturité sexuelle à 168 jours, à peu près. La période de gestation dure 25 jours, et le nombre moyen de petits par portée est de 4,54.
La vie de la souris rayée est généralement brève. Les souris rayées sauvages n'ont le plus souvent le temps de se reproduire qu'une seule fois. Elles peuvent vivre plus longtemps en captivité.